# Polvere di stelle (Benito Urgu)
Polvere di stelle è un album dal vivo di Benito Urgu. Uscito inizialmente in musicassetta, è stato ristampato su CD nel 2003 da Frorias Edizioni.

## Tracce
1. Polvere di stelle (Parte Prima) 30'06"
- Giorgietto da Pirri
- Tirritiridillì (Giorgietto da Pirri)
- Pinuccio Mallus
- Uomo di Rione (Pinuccio Mallus)
- Benito Urgu (ospite d'onore)
- Surnames (nota come 'Marroccu')

2. Polvere di stelle (Parte Seconda) 29'45"
- Maresciallo Serpis in borghese
- Eri piccola così (Maresciallo Serpis in borghese)
- Antoni Cau
- Mammarap (Antoni Cau)
- Tore Mitraglia
- Silvanello Cancelletto
- Come mai due (Silvanello Cancelletto)